# Перебудова
Перебудо́ва (рос. перестройка) — загальна назва сукупності політичних і економічних реформ, що проводилися в СРСР у 1985–1991 роках. Складові частини Перебудови: у внутрішньополітичній сфері — політика гласності та демократизація суспільного життя; в економіці — введення елементів ринкових відносин; у зовнішній політиці — відмова від надмірної критики так званого капіталістичного ладу, значне поліпшення відносин зі США та демократичними країнами Західної Європи, визнання пріоритету загальнолюдських цінностей і глобальних світових проблем. До початку 1990-х років Перебудова призвела до загострення кризи в усіх сферах життя суспільства, що спричинило ліквідацію влади КПРС і розпад СРСР.

## Причини Перебудови

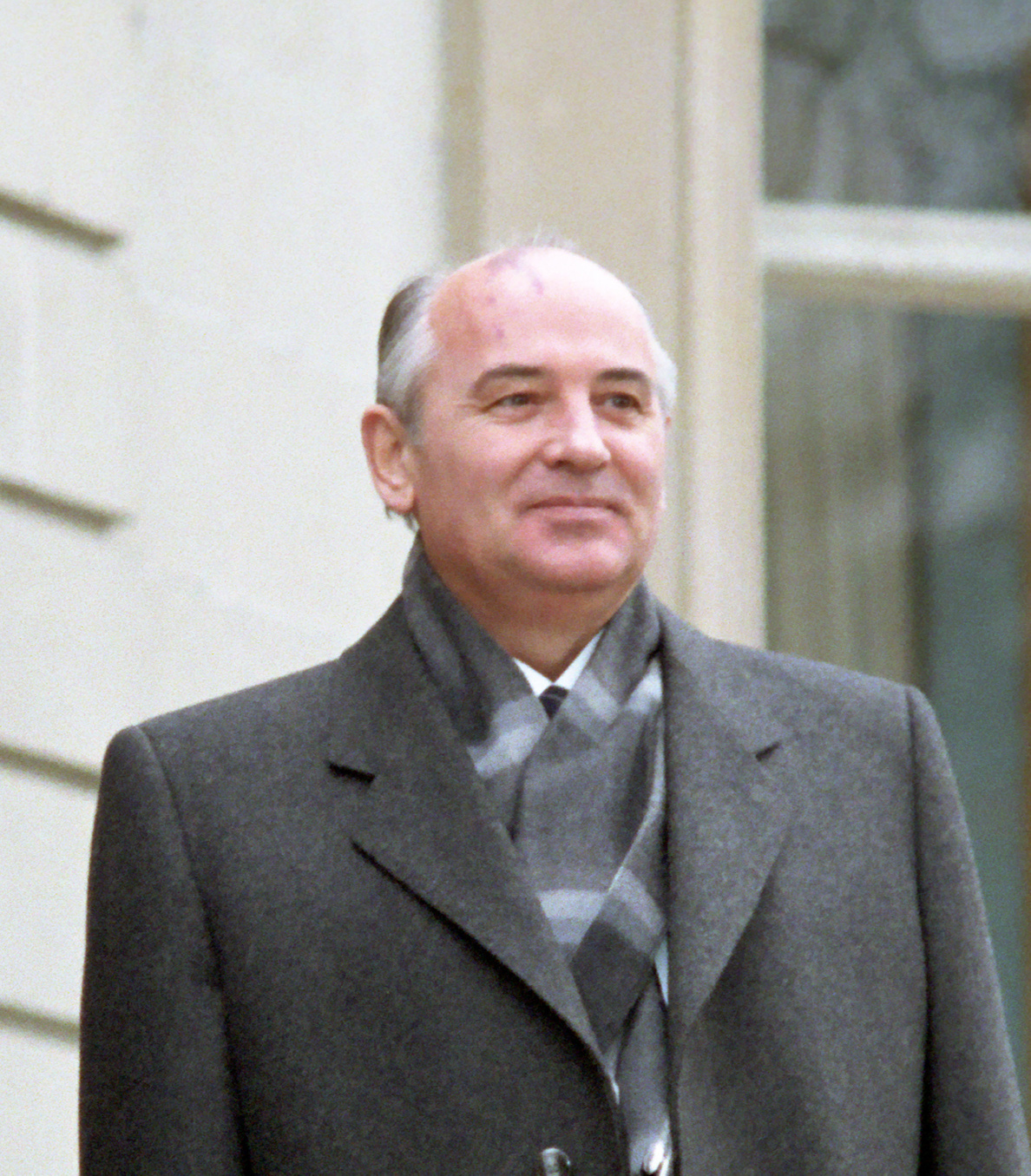
Михайло Горбачов — генеральний секретар ЦК КПРС в 1985–1991 роках.

- Стагнація в економіці, наростання науково-технічного відставання від Заходу, провали в соціальній сфері.
- Політична криза, яка виразилася у розкладанні керівництва, в його нездатності забезпечити економічний прогрес, у зрощенні партійно-державної номенклатури з ділками тіньової економіки та злочинністю, що призвело до формування в середині 1980-х рр. стійких мафіозних угруповань.
- Апатія та негативні явища в духовній сфері суспільства.
- Прихід до керівництва країни молодих політиків (М. С. Горбачов, М. І. Рижков, О. М. Яковлєв, Е. А. Шеварнадзе), які не тільки прагнули зміцнити власну владу, а й виступали за оновлення держави та суспільства.

У березні 1985 р. після смерті К. У. Черненка на пост Генерального секретаря ЦК КПРС був обраний Михайло Горбачов. Його обрання стало свідченням бажання частини партійного апарату суттєво змінити радянську систему.

## Перший етап Перебудови. «Стратегія прискореного розвитку» (1985—1988)
На першому етапі Перебудови перетворення в СРСР здійснювалися на основі попередніх, переважно адміністративних підходів. Не підлягала перегляду і сама соціалістична система, на основі якої керівництво прагнуло «прискорити» соціально-економічний розвиток країни.

### Квітневий пленум Центрального комітету КПРС (1985)
23 квітня 1985 р. відбувся пленум ЦК КПРС (Квітневий пленум), на якому М. С. Горбачов повідомив про плани перетворень, спрямованих на прискорення соціально-економічного розвитку держави. Причому мова не йшла про зміну економічних основ соціалізму і політичного ладу, не ставилися під сумнів і соціалістичні орієнтири радянського суспільства. Говорилося лише про необхідність прискорити темпи просування соціалістичним шляхом на основі ефективного використання досягнень науково-технічного прогресу, активізації «людського фактора» та зміни порядку планування.
На квітневому 1985 р. пленумі ЦК КПРС проголосив курс на перебудову радянського суспільства, прискорення соціально-економічного розвитку і розширення гласності в СРСР. Складовими цього курсу мали стати: науково-технічний прогрес; технічне переозброєння машинобудування; активізація «людського фактора». Проголошення гасел побудови «гуманного, демократичного соціалізму» в СРСР, що мав забезпечити політичний плюралізм, виправлення деформацій у національному питанні, збільшення ролі державних органів в управлінні народним господарством, розширення економічних прав підприємств при збереженні непохитності основ існуючого режиму, стимулювали стрімку демократизацію суспільного життя в Україні.

### Заміна керівних кадрів
Відразу ж після прийняття курсу «прискорення» почалися серйозні кадрові зміни у вищому ешелоні влади. Колишні старі соратники Л. І. Брежнєва були замінені новими керівними фігурами. Так Головою Ради міністрів став М. І. Рижков (замість М. О. Тихонова), міністром закордонних справ — Е. А. Шеварнадзе (замість А. А. Громика), першим секретарем московського міськкому — Б. М. Єльцин (замість В. В. Гришина), завідувачем відділу пропаганди ЦК КПРС — О. М. Яковлєв. Загалом до початку 1987 року замінили 70 % членів Політбюро, 60 % секретарів обласних партійних організацій, 40 % членів ЦК КПРС.

### Антиалкогольна кампанія

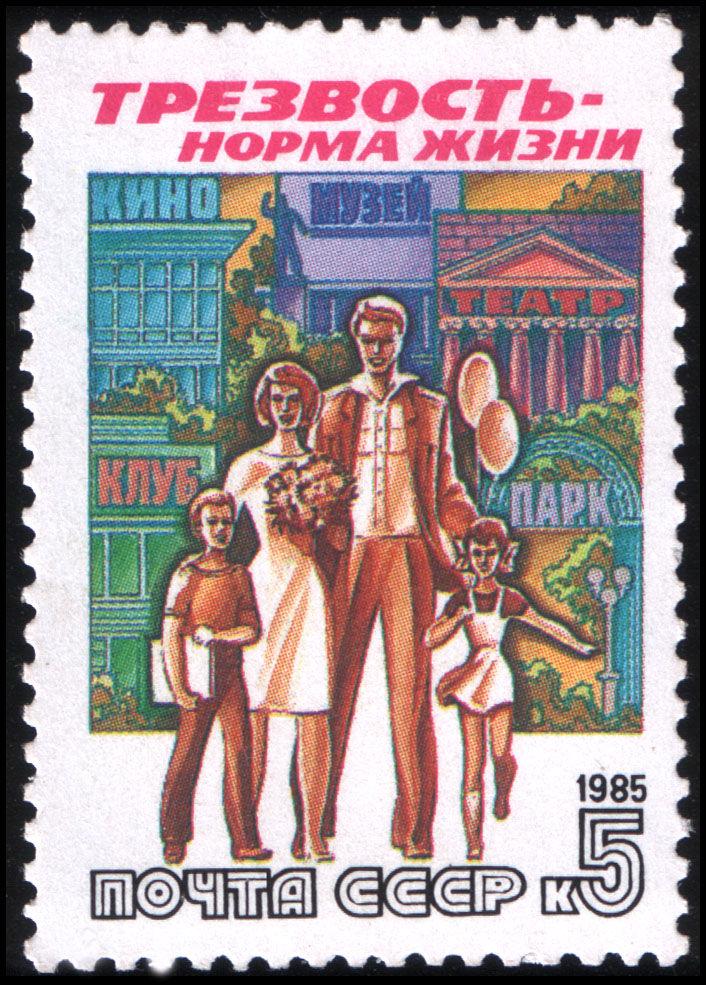
Марка СРСР «Тверезість — норма життя» (1985)

Одним з перших заходів перебудови стала так звана «антиалкогольна кампанія». У травні 1985 року вийшла постанова Центрального комітету КПРС про заходи щодо подолання пияцтва та алкоголізму, в якій пияцтво називалося не тільки величезним соціальним злом, але і причиною багатьох економічних проблем. Ідеологом «антиалкогольної кампанії» став Єгор Лігачов. Передбачалося підвищення роздрібних цін і одночасно різке скорочення виробництва лікеро-горілчаної продукції. Справа доходила навіть до вирубки виноградників. По всій країні здійснювалася пропаганда тверезого способу життя, організовувалися товариства тверезості. Підсумки «антиалкогольної кампанії» були неоднозначними. Здійснення «боротьби з пияцтвом» призвело за 2 роки до зниження виробництва вина і горілки в країні вдвічі. Приблизно в 2,5 раза скоротилося і споживання алкогольної продукції. З одного боку, при цьому росла тривалість життя та народжуваність, скорочувалася смертність, знизився загальний рівень злочинності. З іншого боку, «антиалкогольна кампанія» різко знизила бюджетні надходження, створивши до того ж сильну соціальну напругу. Почало зростати виробництво підпільних сурогатів та самогоноваріння, стали набагато поширенішими наркоманія та токсикоманія. Це негативно позначалося на здоров'ї населення. З 1985 по 1988 державний бюджет не дорахувався близько 67 млрд рублів. У 1988 році антиалкогольна кампанія провалилась і була скасована.

### XXVIIз'їзд КПРС(лютий 1986)
У лютому 1986 року відбувся XXVII з'їзд КПРС, який змінив Програму партії. Замість застарілих положень про побудову комунізму був проголошений курс на вдосконалення соціалізму. Передбачалося до 2000 року подвоїти економічний потенціал держави і надати кожній родині окрему квартиру. Жодна з основ соціалізму (державна власність, керівна роль партії тощо) не ставилася під сумнів. На з'їзді вперше констатувалося, що «в житті суспільства почали проступати застійні явища». Тому була висловлена необхідність демократизації суспільства, розвитку «соціалістичного самоврядування», диверсифікації економіки, поліпшення якості продукції, підвищення реальних доходів у 1,6-1,8 раза і перегляду структури освіти на користь збільшення значущості вищої освіти. У зовнішній політиці був узятий курс на ядерну безпеку та ядерне роззброєння, збереження та зміцнення миру. 8 квітня 1986 М. С. Горбачов під час візиту в Тольятті вперше вжив слово «Перебудова» для позначення цих реформ.

### Держприймання
Прагнучи підвищити якість продукції, влада у травні 1986 року ввела «Держприймання» (рос. государственная приемка) — це перевірка якості та прийом готової продукції підприємства спеціальною державною комісією. До цього існували тільки відділи технічного контролю (ВТК) підприємств, які підпорядковувались адміністрації. Та й самим контролерам була невигідна «зайва» строгість при виявленні браку: вони разом з робітниками та інженерами могли позбутися премії через невиконання плану. «Держприймання» було окремим відомством, його працівники не залежали від дирекції і не були матеріально зацікавлені у виконанні плану. На початок 1987 держприймання діяло на всіх великих промислових підприємствах. Проте її ефективність виявилася значно нижчою за очікувану. Виконання планів істотно знизилося, впали заробітки. Керівництво підприємств поквапилося знайти контакт з новими контролерами, які до того ж стояли на підприємствах на партійному обліку. У результаті держприймання не проіснувало навіть двох років.

### Боротьба з «нетрудовими доходами»
У травні 1986 р. було опубліковано Постанову ЦК КПРС і Ради Міністрів СРСР «Про заходи щодо посилення боротьби з нетрудовими доходами». Формально вона була спрямована проти справ «тіньової економіки». На практиці ж головними її жертвами виявилися колгоспники та містяни, що вирощували фрукти й овочі на продаж, кустарі, вуличні торговці. У ряді місць представники влади із захватом трощили теплиці на присадибних і дачних ділянках.

### Закон «Про трудові колективи»
З метою активізації «людського чинника» в 1986 році був прийнятий закон «Про трудові колективи», який передбачав створення на промислових підприємствах рад трудових колективів, які мали право обирати керівників, регулювати заробітну плату і відрахування на соціальні потреби. Однак реалізація цього закону на практиці призвела до дезорганізації виробництва.

### Чорнобильська катастрофа (26 квітня 1986)
Ситуацію в країні збурила також Чорнобильська катастрофа, що сталася 26 квітня 1986, коли вибухнув один з реакторів Чорнобильської атомної електростанції. Тисячі квадратних кілометрів території Білорусі, України і РРФСР виявилися зараженими, а десятки тисяч людей отримали радіоактивне опромінення; багато хто з них згодом помер від променевої хвороби. На ліквідацію наслідків цієї аварії державі довелося витратити десятки мільярдів рублів. Катастрофа мала далекосяжні політичні наслідки. Керівництво країни відразу не повідомило про справжні масштаби трагедії, чим сприяло збільшенню числа її жертв. Це стало приводом для потужної громадської критики соціалістичної системи.

## Другий етап. Власне Перебудова (1987— весна 1990)

### Політичні перетворення

#### Січневий пленум Центрального комітету КПРС (1987)

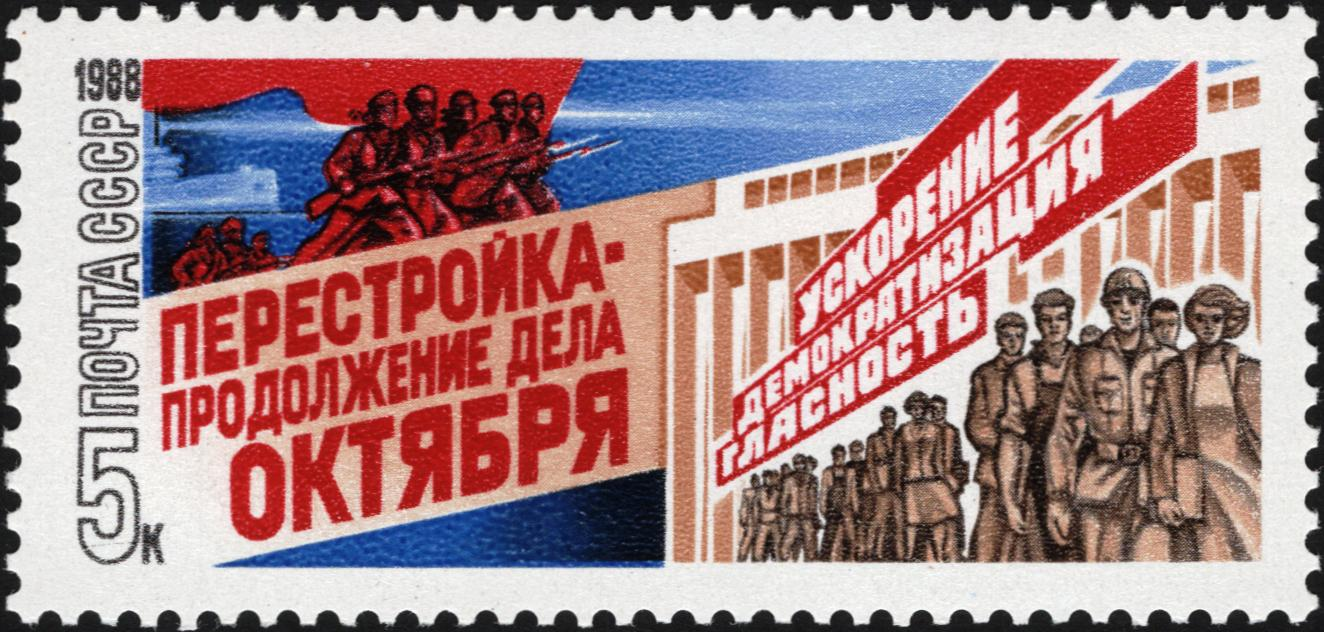
Поштова марка СРСР, 1988, 5 копійок. «Перебудова — продовження справи жовтня»

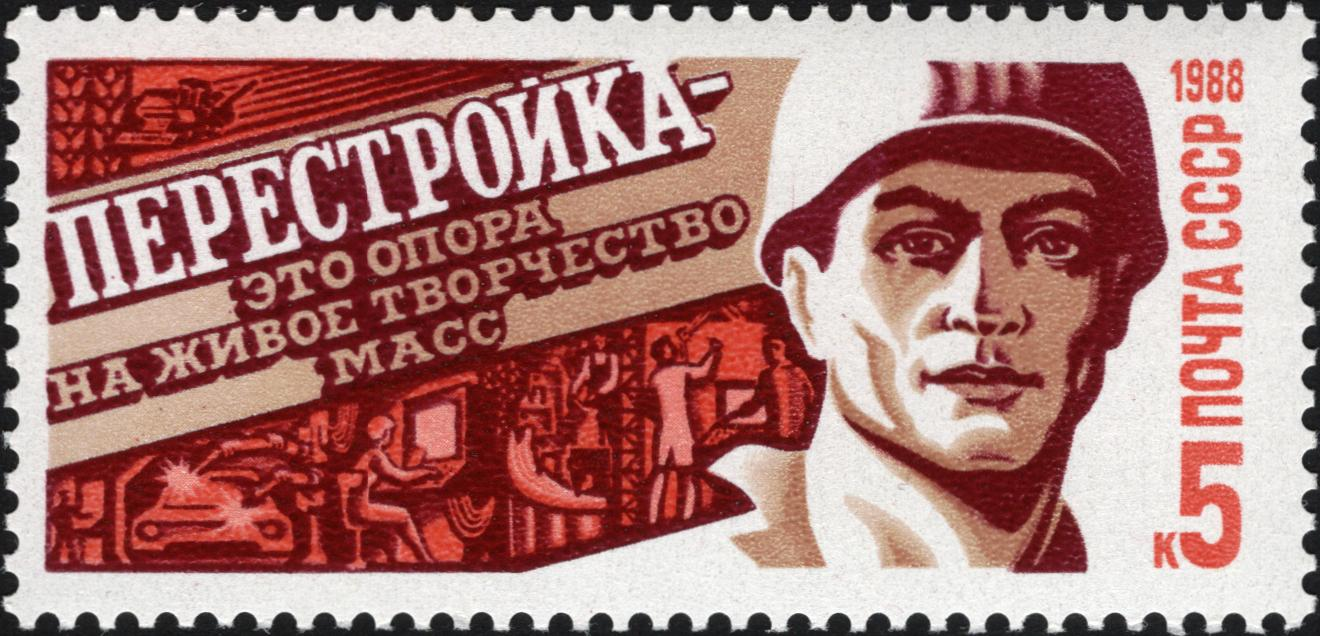
Поштова марка СРСР, 1988, 5 копійок. «Перебудова — це опора на живу творчість мас»

Невдачі перших років змусили нове керівництво країни скорегувати політичний курс. На січневому пленумі ЦК КПРС у 1987 році було поставлено завдання докорінної перебудови суспільного ладу. Відсутність відчутних результатів у соціально-економічній сфері стали пояснювати дією якогось «механізму гальмування», закладеного в самій системі управління ще з 1930-х років, яку пізніше стали називати командно-адміністративною. У доповіді М. С. Горбачова говорилося, що причини сповзання країни у прірву полягають не в доктрині, а саме у відході конкретних керівників партії від правдивого вчення, в «деформаціях» соціалізму. Були висунуті гасла про необхідність позбавити соціалізм від окремих «деформацій», відродженні «ідеалів Жовтня», повернення до «ленінських норм» і «соціалізму з людським обличчям». Стрижень перетворень бачився в «демократизації всіх сторін життя суспільства», реформуванні всіх політичних інститутів. Для цього М. С. Горбачов визначив такі напрямки:
- початок перетворення КПРС з державної структури в реальну політичну партію («Треба рішуче відмовлятися від невластивих партійним органам управлінських функцій»);
- висування на керівні пости безпартійних;
- розширення «внутрішньопартійної демократії»;
- зміна функцій і ролі Рад, які повинні були стати «справжніми органами влади на своїй території»;
- проведення виборів до Рад на альтернативній основі (вибори з 1930-х рр. являли собою голосування за єдиного кандидата на кожне місце).

#### Гласність
Головним засобом демократизації стала гласність — політика максимальної відкритості діяльності державних установ і свободи інформації. Гласність у період перебудови отримала такі прояви:
- припинення переслідування інакодумців і церкви;
- зняття цензури і дозвіл видання нових газет;
- допуск раніше заборонених книг:
  - М. Булгаков, «Собаче серце»,
  - А. Платонов, «Котлован»,
  - А. Ахматова, «Реквієм»,
  - Б. Пастернак, «Доктор Живаго»,
  - В. Гроссман, «Життя і доля»,
  - А. Рибаков, «Діти Арбата»,
  - В. Шаламов, «Колимські розповіді»,
  - А. Приставкін, «Ночувала хмаринка золота»,
  - О. Бек, «Нове призначення»;
- відображення раніше заборонених фільмів («Покаяння» — режисер Т. Абуладзе);
- поява опозиційних літературних творів: (Ч. Айтматов, «Плаха»; В. Дудинцев, «Білий одяг»; Д. Гранін, «Зубр»);
- розгортання на сторінках періодичних видань дискусій про вибір шляху суспільного розвитку, видання опозиційних журналів:
  - «Новый мир» — редактори А. В. Луначарський і Ю. М. Стеклов,
  - «Огонёк» — редактори В. Коротич і В. Вигилянський,
  - «Знам'я» — редактор Г. Бакланов,
  - «Молода гвардія» — редактор А. Іванов;
- поява політичних передач (Погляд, П'яте Колесо, 12 поверх);

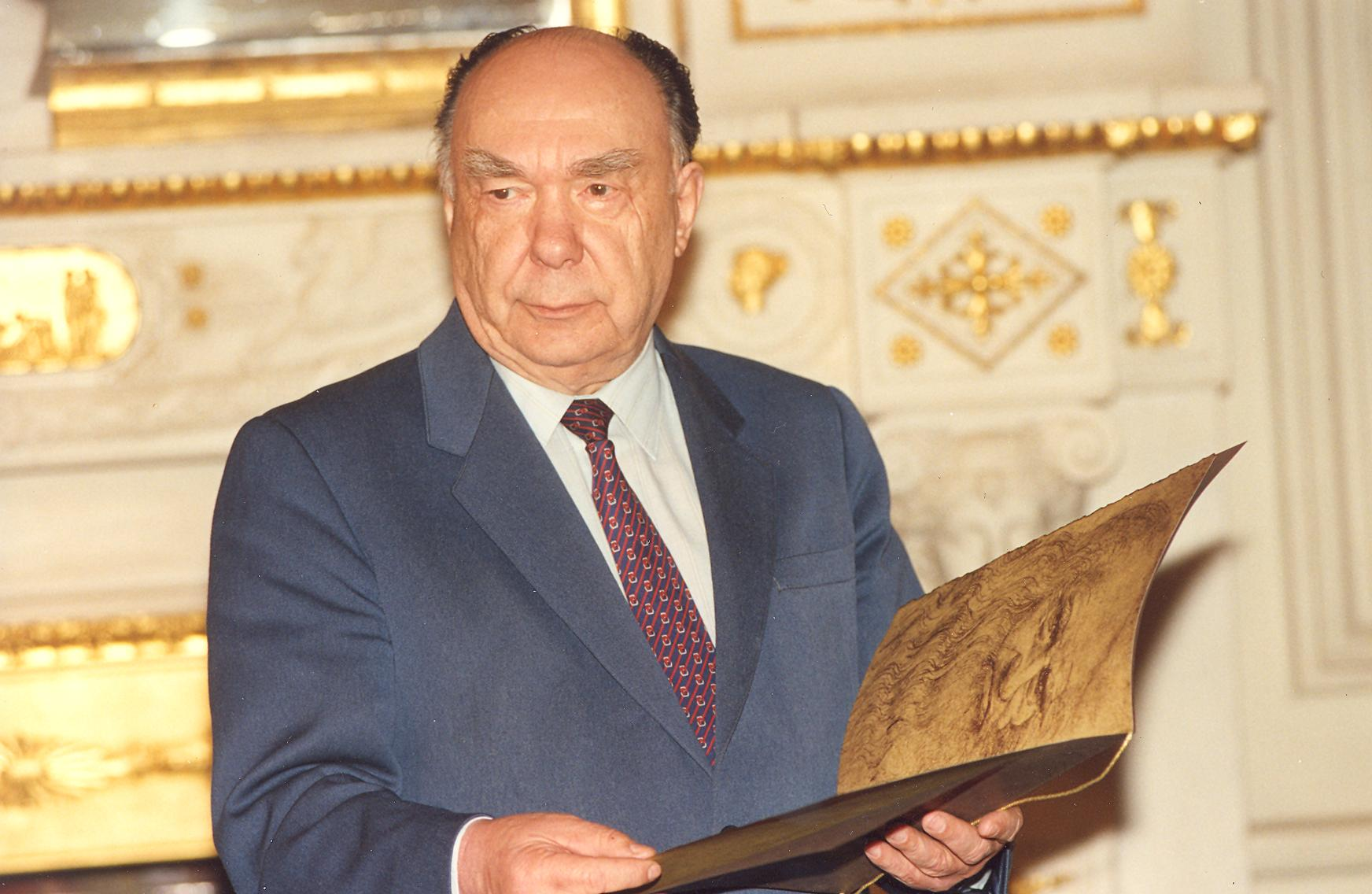
Олександр Миколайович Яковлєв

- широке обговорення нового урядового курсу на масових мітингах громадян;
- у вересні 1987 р. створена комісія Політбюро ЦК КПРС з реабілітації жертв репресій під керівництвом О. М. Яковлєва; були реабілітовані не тільки майже всі репресовані діячі ВКП(б), але і багато хто з так званих «класових ворогів»; у 1988–1989 роках були переглянуті справи на 856 582 людини, з них реабілітовано 844 740 осіб;
- утворення історико-просвітницького товариства «Меморіал» — неурядової організації, основним завданням якої було збереження пам'яті про політичні репресії в СРСР;

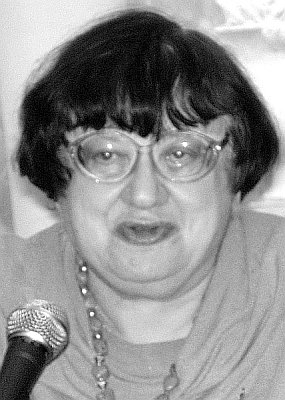
Валерія Іллівна Новодворська

- поява політичних партій і рухів, опозиційних КПРС:
  - ліберальні — *** «Демократичний союз» (голова В. І. Новодворська) — перша опозиційна партія в СРСР, заснована 8 травня 1988 р.,
    - Демократична партія Росії (голова М. І. Травкін),

  - націонал-патріотичні — *** Ліберально-демократична партія (голова В. В. Жириновський), заснована 13 грудня 1989,
    - національно-патріотичний фронт «Пам'ять», існував з 1987 року,

  - соціал-демократичні — *** Соціал-демократична партія Росії;
- утворення опозиції всередині КПРС:

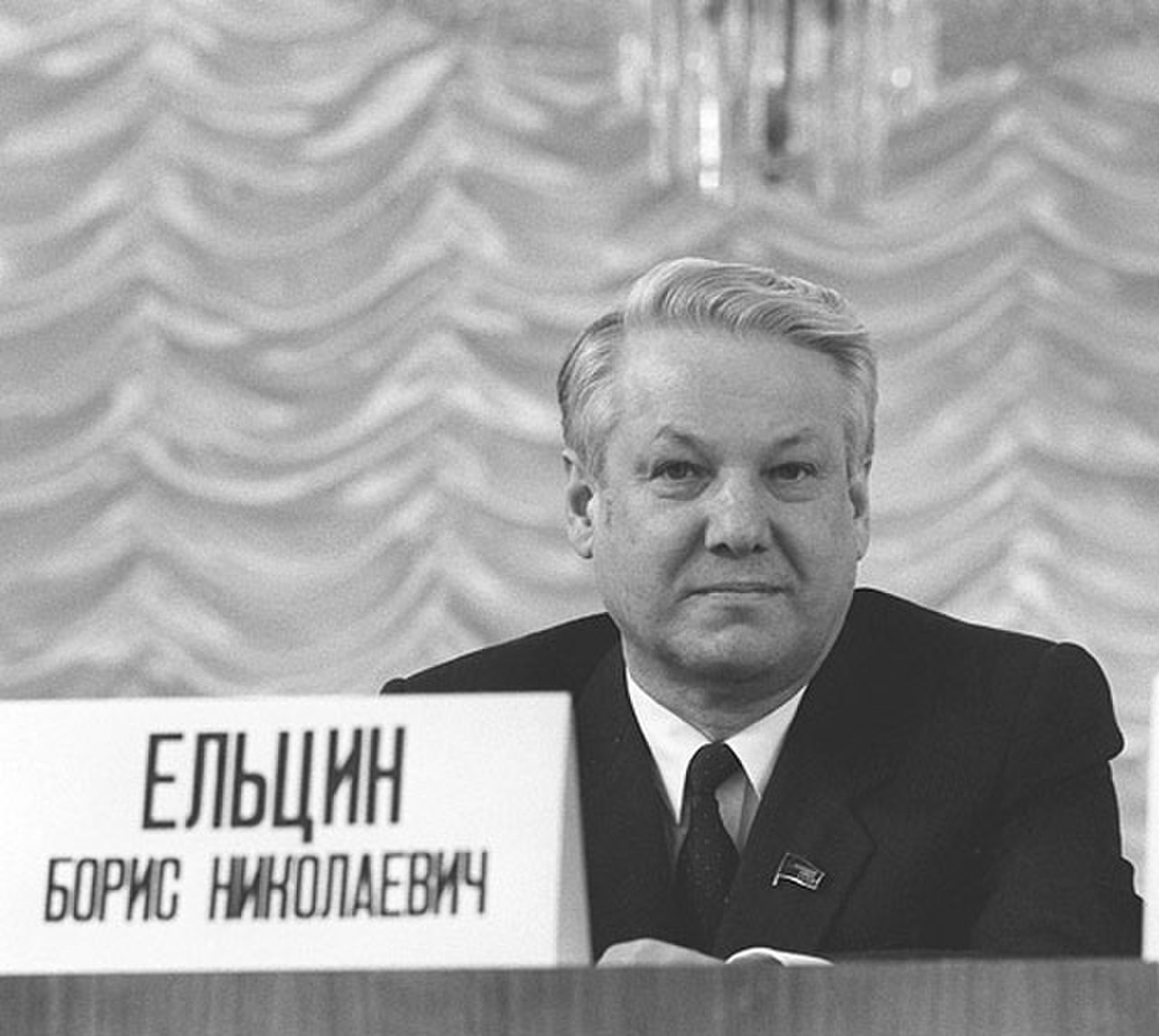
Борис Миколайович Єльцин

  - демократична — критикувала недостатність заходів перебудови і виступала за подальшу демократизацію суспільства; найяскравішим представником демократичної опозиції став Борис Єльцин;Борис Миколайович Єльцин 21 жовтня 1987 він досить різко виступив на Пленумі ЦК КПРС (критикував стиль роботи деяких членів Політбюро, повільні темпи «перебудови»; серед іншого заявив про зародження «культу особи» М. С. Горбачова, після чого попросив звільнити його від обов'язків кандидата в члени Політбюро; після цього Б. М. Єльцина критикували, зокрема й ті, хто його раніше підтримував; пленум виніс резолюцію вважати виступ Єльцина «політично помилковим», і попри те, що Б. М. Єльцин покаявся і визнав свої помилки, він був відсторонений від посади першого секретаря Московського міськкому; ці події увійшли в історію як «Справа Єльцина»,
  - консервативна — виступала проти перебудови і закликала до повернення в СРСР доперебудовних порядків; у березні 1988 року в газеті «Правда» було надруковано статтю Ніни Андрєєвої «Не можу поступитися принципами», в якій була сформульована позиція консервативної частини партії і суспільства, незадоволеної закликами до перегляду історії радянського суспільства; відповіддю на неї стала редакційна стаття у тій же «Правді», надрукована у квітні 1988 року; в ній доводилося, що захист Сталіна та його поглядів є вкрай реакційною позицією, націленою на відмову від перебудови.

#### XIX партійна конференція КПРС (червень-липень 1988). Реформа політичної системи
Новий імпульс розвитку політичних подій дала XIX партійна конференція КПРС, що відбулася в червні — липні 1988 року. Виступаючи на ній з доповіддю, М. С. Горбачов підкреслював, що всі перетворення Перебудови натрапили на потужний механізм гальмування в особі командно-адміністративної системи, для знищення якого необхідно провести реформу політичної системи. Реформа полягала в розмежуванні функцій партійних і радянських органів («Вся влада Радам»), у пожвавленні їх діяльності і зміну порядку виборів; пропонувалося також створення нової структури влади, яка виглядала наступним чином:
- З'їзд народних депутатів — найвищий орган державної влади СРСР, що мав складатися з 2250 депутатів і діяти на непостійній основі. Вибори до З'їзду повинні були проходити на альтернативній основі. Депутати, обрані населенням від округів, мали складати дві третини чисельного складу з'їзду, а третину мали обирати громадські організації, до числа яких відносилась і КПРС.
- Верховна Рада — парламент, що мав діяти на постійній основі й обиратися на З'їзді народних депутатів з числа його учасників.
- Голова Верховної Ради СРСР — мав обиратися З'їздом народних депутатів СРСР, вести засідання З'їзду та Верховної Ради, а також фактично бути главою держави.

26 березня 1989 року в Радянському Союзі відбулися перші вільні вибори народних депутатів СРСР, які стали початком реальних змін у політичній системі держави.
Реальне формування бази для проведення перших у країні незалежних виборів дали підготовка і проведення XIX всесоюзної партконференції, яка пройшла влітку 1988 року. Партконференція прийняла п'ять резолюцій: «Про демократизацію радянського суспільства і реформу політичної системи», «Про боротьбу з бюрократизмом», «Про міжнаціональні відносини», «Про гласність» і «Про правову реформу». Найважливішим в резолюції «Про демократизацію радянського суспільства і реформу політичної системи» була заснування нового найвищого органу законодавчої влади — З'їзду народних депутатів СРСР, а також проведення виборів на змагальній і альтернативній основі.

### Конституційна реформа в СРСР 1988 року
У грудні 1988 року були прийняті необхідні зміни до Конституції СРСР і новий закон СРСР «Про вибори народних депутатів СРСР».
Найвищим органом влади країни оголошувався З'їзд народних депутатів СРСР. Відповідно до зміненої Конституції, він обирався строком на п'ять років. Передбачалося, що у повному складі З'їзд збиратиметься один раз на рік. Для вирішення повсякденних питань законодавчої діяльності і здійснення контрольних повноважень З'їзд обирав зі свого складу Верховну Раду, яка діяла постійно.
Згідно з законом, З'їзд народних депутатів СРСР формувався з 2250 осіб. З них 750 депутатів обиралися у територіальних округах на основі рівного виборчого права, 750 — таким же чином у національно-територіальних округах. Ще 750 складали депутати, обрані певними організаціями, перерахованими в законі, а саме: 100 з них представляли КПРС, 100 — державні профспілки, 75 — ВЛКСМ. Решту місць розподілили громадські організації, наукові товариства, творчі спілки.
Висунення кандидатів здійснювалося на зборах трудових колективах і громадських організацій. Інші форми, такі як збір підписів тощо, не передбачалися. Між висуненням і попаданням у виборчий бюлетень кандидат мав пройти ще одну стадію: окружні передвиборчі збори. На цих зборах були присутні представники трудових колективів, що підтримали висунення того або іншого кандидата. Для того, щоб забезпечити собі представництво на окружних виборчих зборах і мати шанс бути зареєстрованим і внесеним до виборчого бюлетеня, кандидатові потрібно було заручитися підтримкою якомога більшого числа трудових колективів, організацій і підприємств округу.
Загальні вибори пройшли 26 березня 1989 року, в березні пройшло також голосування у громадських організаціях.
Серед народних депутатів було 1957 (87 %) членів і кандидатів в члени КПРС і 292 (13 %) безпартійних. Жінок-депутатів було вибрано 352 (15,7 %).
Народні депутати вибрали 237 партійних працівників (10,5 %), 157 радянських працівників (6,7 %), 95 профспілкових працівників (4,2 %), 80 військовослужбовців (3,6 %), 7 релігійних діячів (0,3 %).
На З'їзді комуністична партія, як і передбачалося, отримала переважну більшість. Проте в число депутатів увійшли і представники демократично настроєних кіл суспільства, які дістали можливість використовувати З'їзд як трибуну для виразу власних поглядів. Найліберальніші з цих депутатів склали демократично опозиційну «Міжрегіональну депутатську групу». Чисельність ядра цієї групи становила близько 250 осіб.
Союзний депутатський корпус дав дорогу в життя нової генерації політиків в Росії і країнах СНД і Балтії. Серед них — Борис Єльцин, Андрій Сахаров, Анатолій Собчак, Юрій Карякін, Юрій Рижов, Юрій Болдирєв, Галина Старовойтова, Олексій Казаннік, Юрій Афанасьєв і багато інших.
Поміж перших народних депутатів СРСР — майбутні глави держав країн СНД Аскар Акаєв, Іслам Карімов, Петро Лучинський, Нурсултан Назарбаєв, Сапармурат Ніязов.

#### Вибори в республіканські парламенти
У 1990 р. підійшла черга проводити вибори парламентів республік (суб'єктів Союзу) та місцевих рад. До того часу верховні ради республік внесли зміни до свого законодавства, аналогічні до вищезгаданих змін союзного законодавства 1988 р. Але закони про вибори республіканських парламентів виявилися демократичнішими, бо було враховано попередню критику. Наприклад, інститут виборів депутатів від громадських організацій залишився лише в Білорусі та Казахстані. Двоступеневу структуру парламенту (З'їзд і Рада) теж було здебільшого відкинуто, але Росія залишила цю двоступеневість, що здавалося логічним з огляду на її величину.

В Україні вибори до республіканського парламенту та місцевих рад (одночасно) за цими новими правилами відбулись у березні 1990 р. Політична різноманітність тоді вже починала набувати конкретних рис і виборці бачили різницю між різними таборами опозиційних політиків, а не тільки між «демократами» та «партократами». Проте явно найпотужнішою в масштабах України опозиційною силою був Народний Рух України. Обраний тоді склад Верховної Ради Української РСР зараз іменується першим скликанням Верховної Ради України; саме ця Верховна Рада в серпні 1991 р. проголосила Україну цілком незалежною державою. Але на початку роботи цього парламенту такий розвиток подій не здавався ймовірним, оскільки більшість отримали прихильники дуже поміркованих перетворень. Щодо обласних рад, то опозиція переконливо перемогла лише у Львівській та Івано-Франківській радах, а в Тернопільській — зі змінним успіхом. Також опозиційні настрої демонстрували міські ради багатьох великих і середніх міст.

#### Скасування статті 6Конституції СРСР 1977
Вже на перших засіданнях З'їзду народних депутатів більшість опозиції наполягало на скасуванні 6-ї статті Конституції, в якій ішлося про керівну роль КПРС у суспільстві. Паралельно відбувається процес падіння авторитету партії в очах громадськості. Починається масовий вихід з неї в основному рядових членів. У цій ситуації Пленум ЦК КПРС, що відбувся в лютому 1990 р., ухвалив рішення відмовитися від монополії партії на владу і погодився на створення багатопартійної системи.
У березні 1990 р. III З'їзд народних депутатів скасував 6 статтю Конституції СРСР. Існує думка, що скасування 6-ї статті Конституції СРСР легалізувало створення інших політичних партій та їх участь у виборах до представницьких органів влади. Але існує також думка, що ця стаття носила доволі декларативний характер: панування КПРС забезпечувалося існуючими адміністративними механізмами, а під час перебудови послаблювалося завдяки політичній волі партійної верхівки; жодна з цих двох тенденцій насправді не залежала від текстів, присутніх у Конституції; крім того, 6-та стаття не забороняла існування інших партій, а інші статті Конституції закріплювали владу Рад, які формально мали юридичну можливість відхилятися від лінії КПРС.

#### Президент СРСР
На тому ж III З'їзді народних депутатів, 15 березня 1990 р., була заснована нова посада: Президент СРСР. Першим і останнім Президентом СРСР став М. С. Горбачов. (До цього в СРСР вищою посадовою особою був Голова Верховної Ради СРСР, якого неофіційно часто називали президентом; цю посаду також обіймав М. С. Горбачов від 25 травня 1989 р. до моменту вступу на посаду Президента.) Президент СРСР був главою держави. За конституцією, він повинен був обиратися громадянами СРСР шляхом прямого і таємного голосування, але як виняток перші вибори Президента СРСР були проведені З'їздом народних депутатів. Однак, у зв'язку з розпадом СРСР у грудні 1991 року, всенародні вибори Президента СРСР так жодного разу і не відбулися. Посада Президента СРСР припинила своє існування 25 грудня 1991 року з відставкою М. С. Горбачова.

### Економічні реформи
Перші економічні заходи М. С. Горбачова (запровадження «держприймання», розширення прав трудових колективів, антиалкогольна кампанія тощо) не дали потрібного ефекту. Більш того, вони навіть погіршили економічну ситуацію: з січня 1987 починається стійкий спад виробництва, який так і не вдалося подолати. Державний бюджет виявився підірваним антиалкогольною кампанією, падінням світових цін на нафту (з $ 30,35 за барель у жовтні 1985 р. до $ 10,43 в березні 1986 р.) і Чорнобильською катастрофою. Сподіваючись на успіх реформ і збільшення цін на нафту, М. С. Горбачов став брати кредити у країн Заходу. Це призвело до різкого збільшення державного боргу. До кінця 1980-х років він досяг двох третин національного доходу країни, що вело до згортання всіх соціальних програм. У цих умовах керівництво країни зробило спробу поєднати планові та ринкові механізми без зміни форм власності. До літа 1987 відомі радянські економісти Л. І. Абалкін, А. Г. Аганбегян, П. Г. Буніч, Т. І. Заславська та ін. розробили проєкт програми перетворень, який був прийнятий у червні 1987 року на пленумі ЦК КПРС. Проєкт передбачав такі зміни:
- розширення самостійності підприємств на принципах госпрозрахунку та самофінансування;
- поступове відродження приватного сектора економіки;
- відмова від монополії зовнішньої торгівлі; більш глибока інтеграція у світовий ринок;
- скорочення кількості галузевих міністерств та відомств;
- розвиток орендних відносин на селі.

Економічне реформування в УРСР
| Разом з тим, радикальна економічна реформа була зорієнтована у промисловості на введення державного приймання готової продукції (1987 р.), перебудову організаційних структур, форм і стилю діяльності органів управління (у ході її реалізації було скасовано 103 республіканські органи управління, здійснено передачу багатьох управлінських функцій місцевим органам, підприємствам та об'єднанням, скорочено майже 80 тис. осіб управлінського апарату, укрупнено 1500 підприємств, цехів. дільниць), запровадження госпрозрахунку, орендних відносин, кооперативних форм господарювання. Важливою особливістю економічних перетворень у сільському господарстві стало запровадження нової адміністративної ланки управління — Держагропрому, розвиток колективного, сімейного та інших видів підряду, створення агрокомбінатів, агрофірм, аграрних цехів підприємств та організацій. |

#### Введення госпрозрахунку
З січня 1988 набрав чинності Закон «Про державне підприємство (об'єднання)», прийнятий у червні 1987 року. Згідно з ним, на промислових підприємствах було введено принцип господарського розрахунку — право підприємства самостійно витрачати свій прибуток, що залишається після розрахунків з державою. Підприємства самостійно планували свою роботу, виходячи з державних замовлень, контрактів, укладених з постачальниками та споживачами. Вони могли тепер вести гуртову торгівлю один з одним, замість того, щоб «вибивати» поставки сировини, техніки та обладнання через Держплан і Держпостач. Значно розширилося число підприємств, що мали право самостійного виходу на зовнішній ринок. Роль союзних міністерств зводилася до підготовки контрольних цифр та визначення держзамовлення для підприємства. Продукція, вироблена понад держзамовлення, могла реалізовуватися за ринковими цінами. Разом з тим, цей закон не дав бажаних результатів, оскільки підприємства, звільнившись від опіки центру, зіткнулися з відсутністю посередницьких організацій, товарно-сировинних бірж і відсутністю ринку як такого. Щоб вижити, вони стали ще більш активно боротися за держзамовлення.

#### Закон «Про кооперацію»
У 1988 р. був опублікований закон «Про кооперацію», за яким громадянам СРСР гарантувалося:
- право добровільного вступу в кооператив і вільного виходу з нього;
- участь в управлінні всіма справами кооперативу;
- самостійність колективного господарювання і незалежність кооперативу в ухваленні рішень щодо виконання його статутних завдань;
- право отримувати готівкові доходи від кооперативної діяльності, відповідні до кількості та якості праці.

Цей закон призвів до появи величезного числа різних кооперативів, які відрізнялися від приватних підприємств лише відсутністю найманої праці та обов'язковістю колективних принципів побудови. Так, на початку 1987 року в кооперативах працювали 15 тис. осіб, на початку 1988 р. — 150 тис. осіб, а до літа 1988 р. — 200 тис. осіб. Згідно з законом про кооперацію, з'явилася також можливість створення кооперативних банків. До 1 січня 1989 року в країні діяв 41 комерційний банк, до середини року — 143. Найбільшого розвитку кооперативи отримали в роздрібній торгівлі та громадському харчуванні. Виникла мережа так званих «комерційних магазинів», власники яких скуповували державні товари і перепродували їх за надвисокими цінами. Однак в умовах черг у магазинах і дефіциту люди охоче користувалися послугами кооперативів.

#### «Індивідуальна трудова діяльність». Поява приватного підприємництва
1 травня 1987 набув чинності закон «Про індивідуальну трудову діяльність», згідно з яким допускалося індивідуальне підприємництво у сфері виробництва товарів народного споживання і побутового обслуговування. Найману працю («працівників за договором») дозволялося використовувати лише на допоміжних роботах. Всього на початку 1987 індивідуальну трудову діяльність вели 100 тис. осіб, на початку 1988 року — 300 тис. осіб, тобто 0,2 % зайнятих. У 1989 році був опублікований закон «Про загальні засади підприємництва в СРСР», який привів до появи приватного підприємництва. Виникли соціальні групи, що володіють засобами виробництва.

### Зовнішня політика: «Нове політичне мислення»
У роки перебудови значних змін зазнала і зовнішня політика СРСР. У 1985 році замість А. А. Громико новим міністром закордонних справ став Е. А. Шеварднадзе. Стагнація економіки викликала потребу в кредитах, і відсутність можливості витримувати перегони озброєнь змушувала М. С. Горбачова шукати гнучкіший зовнішньополітичний курс. У зв'язку з цим їм була запропонована концепція так званого «нового політичного мислення». Основними ідеями «нового політичного мислення» стали:
- пріоритет загальнолюдських цінностей над класовими;
- відмова від висновку про розкол світу на дві ворогуючі суспільно-політичні системи;
- відмова від силових методів вирішення міжнародних проблем; підкреслювалося, що у світі накопичений величезний ядерний потенціал, здатний багаторазово знищити нашу планету, тому пропонувалося виключити з міжнародних відносин застосування сили, а в озброєннях виходити з принципу розумної достатності;
- відмова від принципів пролетарського інтернаціоналізму (тобто «світової революції»);
- зазначалося, що у світі існують глобальні проблеми виживання, вирішити які не під силу одній або кільком країнам (екологія, охорона здоров'я, проблема харчування тощо).

У першу чергу були істотно поліпшені відносини з колись головним політичним супротивником СРСР — США. Починаючи з 1985 року, М. С. Горбачов провів кілька зустрічей з американським президентом Рональдом Рейганом:
- у Женеві (1985);
- у Рейк'явіку (1986);

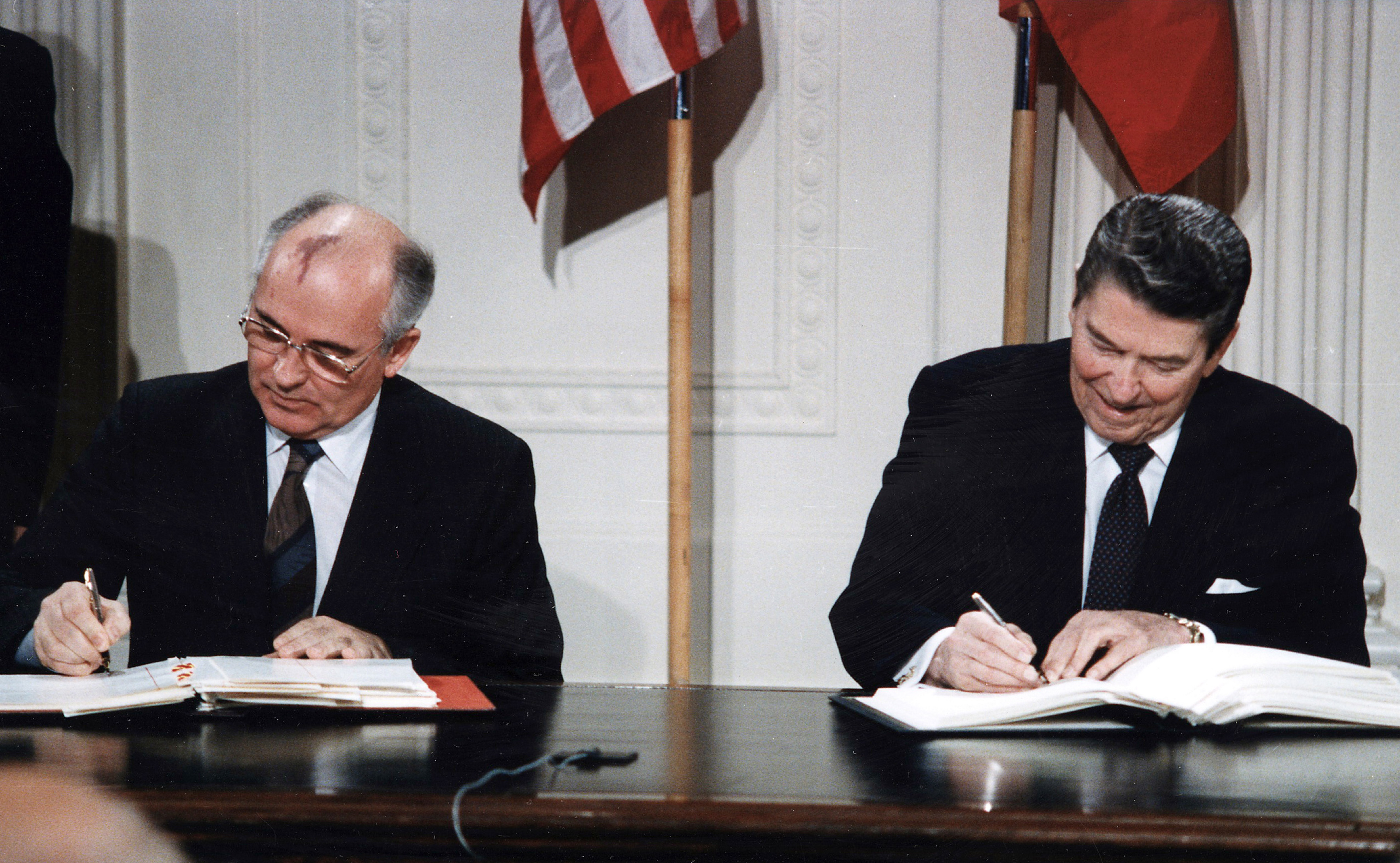
Михайло Горбачов і Рональд Рейган підписують Договір про ліквідацію ракет середньої і малої дальності (1987)

- у Вашингтоні (1987);Михайло Горбачов і Рональд Рейган підписують Договір про ліквідацію ракет середньої і малої дальності (1987) у ході цієї зустрічі було досягнуто домовленості про ліквідацію в Європі радянських та американських ракет середньої та малої дальності; створювалася система взаємного контролю; поступки Радянського Союзу були значнішими, ніж поступки США (США ліквідували 869 ракет, а СРСР 1752); причиною тому стало прагнення СРСР якомога швидше скоротити озброєння та військові витрати, адже це розглядалося як спосіб вирішення фінансових проблем; крім того, на цій зустрічі було досягнуто домовленості про припинення американської допомоги моджахедам і виведення радянських військ з Афганістану; остаточний вивід радянських військ з Афганістану відбувся 15 лютого 1989 року;
- у Москві (1988).

У 1988 році, коли Р. Рейган уже закінчував свою каденцію на посаді президента США, М. С. Горбачов провів на Мальті зустріч з новообраним президентом США — Джорджем Бушем-старшим. На цій зустрічі було офіційно заявлено, що «холодна війна» закінчилася. Навесні 1989 року в СРСР було ухвалено рішення про скорочення на 500 тис. осіб армії і на 14,2 % витрат на оборону. Почалася конверсія військового виробництва, тобто переведення військових заводів на випуск мирної продукції.
Влітку 1989 року М. С. Горбачов відвідав з офіційним візитом Пекін, після чого значно поліпшуються відносини СРСР і Китаю. СРСР також припиняє підтримувати революційні сили в Ефіопії, Анголі, Мозамбіку, Нікарагуа. Скорочуються обсяги допомоги країнам «третього світу».
Серйозні зміни відбуваються у відносинах Радянського союзу з соціалістичними країнами. СРСР відмовляється від втручання у справи союзників з Організації Варшавського договору (ОВД). У 1988–1989 роках починається загальне виведення радянських військ з території цих держав. Позбавлене підтримки Радянського Союзу керівництво цих країн не змогло протистояти зростаючому невдоволенню. Масові виступи призвели до краху колишніх режимів Угорщини (1988), Польщі (1988), Чехословаччини (1989), Румунії (1989), Болгарії (1989). Повалення соціалістичних урядів у всіх цих країнах, крім Румунії, відбувалося мирним шляхом, що дало привід назвати ці події «оксамитовими революціями». У результаті «оксамитових революцій» у колишніх соціалістичних країнах були створені демократичні органи влади і почався перехід до ринкової економіки і приватизація підприємств.

## Третій етап. Соціально-економічна і політична криза. Розпад СРСР (літо 1990—1991)
На третьому етапі перебудови розпочаті перетворення призвели до економічної та внутрішньополітичної кризи в республіках СРСР, яка закінчилася розпадом Радянського Союзу.

### Економічні перетворення

#### Економічні програми переходу до ринку
Влітку 1990 року уряд Н. І. Рижкова нарешті розробив економічну антикризову програму, яку підготувала робоча група на чолі з академіком Л. І. Абалкіним. Вона виходила з ідеї поступовості входження в ринок («спочатку стабілізація, а потім ринок»). Як і раніше, зберігалося поєднання державного сектора та ринкових відносин. Вводити ринок пропонувалося поетапно, починаючи з 1991 року.
Одночасно з урядовою програмою з'явилися й інші. Альтернативну програму переходу до ринкової економіки, що отримала назву «500 днів», підготувала група вчених на чолі з академіком С. С. Шаталіним і Г. А. Явлінським. Вона передбачала в цей короткий термін провести масштабну приватизацію державної власності, запровадження вільного ринкового ціноутворення з паралельною індексацією заробітних плат та соціальних допомог, а також допущення регульованого безробіття. Одночасно вона значно обмежувала можливості союзного центру керувати економікою республік. Ця програма була підтримана опозиційними силами, і насамперед керівництвом РРФСР (Б. М. Єльцин, І. С. Сілаєв). Проте реалізована ця програма так і не була.
М. С. Горбачов віддав перевагу програмі економічних реформ, розробленій міністром фінансів СРСР В. С. Павловим, який став прем'єр-міністром Кабінету міністрів СРСР у грудні 1990 року. Проєкт В. С. Павлова передбачав здійснення жорсткого державного контролю при переході до ринку, так що від реального переходу до ринку в неї залишилася тільки ринкова фразеологія.

#### Грошова реформа В.С.Павлова (1991)
Програма В. С. Павлова почала здійснюватися з січня 1991 року, коли несподівано для радянських громадян була проведена грошова реформа (24 січня). Відповідно до реформи, протягом трьох днів проводився обмін 50 — і 100-рубльових купюр зразка 1961 року. На 1 людину можна було обміняти не більше 1000 рублів, можливість обміну інших купюр розглядалась у спеціальних комісіях до кінця березня 1991 року. Одночасно була обмежена сума готівкових грошей, доступних для зняття в Ощадному банку СРСР — не більше 500 рублів. Ініціатори реформи припускали завдати «смертельний удар по тіньовій економіці», але він виявився ударом по всьому населенню, причому «тіньовики» постраждали найменше. Ця непродумана акція ще більше озлобила народ проти центральної влади, посилила економічну кризу і прискорила процес розпаду СРСР.

#### Підвищення цін. Введення талонів

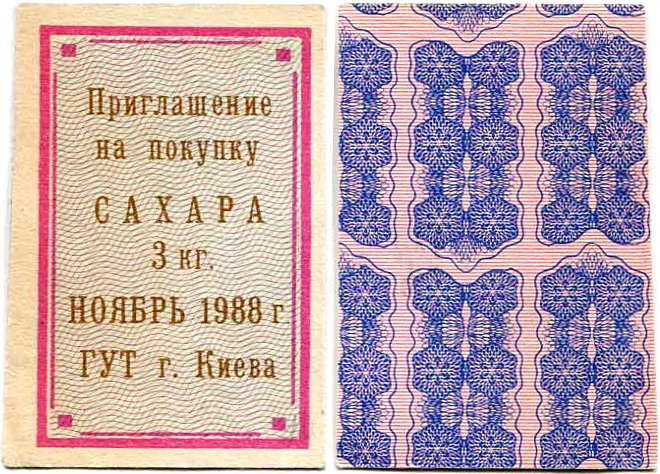
Талон на цукор часів Перебудови.

З 2 квітня 1991 уряд В. С. Павлова пішов на підвищення роздрібних цін у 2-5 разів практично на всі продовольчі та промислові товари повсякденного попиту, сподіваючися, що це зупинить ажіотажний попит на них. При цьому заробітна плата підвищувалася в середньому на 20-30 %, видавалася також одноразова компенсація в розмірі 60 рублів.
Крім того, в різних куточках СРСР з продажу зникли дешеві товари широкого споживання, прилавки магазинів спорожніли. У країні назріла продовольча криза. Для забезпечення населення елементарними продуктами харчування були введені талони, при пред'явленні яких у магазинах громадяни могли купити необхідні предмети споживання. Талони обмежували кількість товарів, які можна було купувати, а на гроші без талонів практично нічого не можна було придбати. Підвищення цін і введення талонів ще більш посилило соціальну напруженість у суспільстві. З весни 1991 спостерігається зростання страйкового руху. Загальне число страйкарів перевищило 1 млн осіб.
У травні-червні 1991 в місті Носівці, на той час районному центрі Чернігівської області, відбулися голодування вчителів та масові протести, які отримали розголос у всеукраїнських масмедіа та привели до зміни керівників Носівського району.

#### Економічна криза
У 1991 році СРСР охопила масштабна економічна криза:
- у результаті підвищення цін на продовольчі товари, транспорт, комунальні послуги у 2-4 рази сталося падіння життєвого рівня населення;
- національний дохід порівняно з 1990 роком зменшився на 20 %;
- дефіцит державного бюджету становив, за різними оцінками, від 20 % до 30 % валового внутрішнього продукту (ВВП);
- наростання грошової маси в країні загрожувало втратою контролю держави над фінансовою системою і гіперінфляцією, тобто інфляцією понад 50 % на місяць, яка могла паралізувати всю економіку;
- сколапсувала будівельна галузь: у 1990 р. кількість тимчасово припинених або законсервованих будов досягла 302 з 3234, тобто 9,4 % від усіх будов; у 1991 р. здійснювалися роботи на 300 будовах, а на 304 їх було тимчасово законсервовано, що склало 101,3 % будов. Ці негативні тенденції призвели до повного колапсу будівництва, в першу чергу виробничого, а згодом і житлового.

Поглиблення економічної кризи населення намагалося компенсувати, обмежуючи свої потреби найнеобхіднішим, тому у 1991 р. уже 71,4 % сукупного родинного прибутку йшло на харчування та непродовольчі товари, 6,3 % — на культурно-побутові послуги, 1,6 % — на комунальні платежі. При цьому зниження останнього показника викликано тим, що деяка частка населення перестала сплачувати комунальні платежі у повному обсязі.

### Зовнішня політика (1990—1991)
Внутрішньополітична криза СРСР у 1990–1991 рр. ослабляла зовнішньополітичні позиції СРСР. Радянський Союз практично самоусунувся від вирішення регіональних конфліктів, зокрема в ірако-кувейтській війні та операції «Буря в пустелі» (січень 1991).
Змінюється і політична карта Європи. Від Югославії відокремилися незалежні Словенія, Хорватія та Північна Македонія. Сербія та Чорногорія залишились у складі Югославії, в Боснії і Герцеговині почалася війна на ґрунті міжнаціональних суперечностей. 3 жовтня 1990 відбулося об'єднання Німеччини. Ще в листопаді 1989 року була зруйнована Берлінська стіна. Під час зустрічі з канцлером Г. Колем (лютий, 1990) М. С. Горбачов запропонував йому «взяти процес об'єднання Німеччини у свої руки» і погодився на об'єднання Німеччини без жодних умов. У результаті об'єднана Німеччина стала членом НАТО, що укріпило цей блок. Натомість СРСР отримав економічну допомогу в розмірі 10 млрд марок на облаштування виведених з території Німеччини радянських військ, які, до речі, згодом осіли в комерційних банках і до військовослужбовців так і не дійшли.
В умовах, коли в усіх країнах Східної Європи відбувся крах комуністичних режимів, втрачає значення співробітництво СРСР з цими країнами. 28 червня 1991 припинила своє існування Рада Економічної Взаємодопомоги (РЕВ). З розпадом РЕВ Радянський Союз втрачає своїх торгових партнерів. Частка країн Східної Європи у зовнішньоторговельному обороті СРСР скорочується з 50 до 16 %. Крім того СРСР у рамках РЕВ втратив економічну інтеграцію з цими країнами, що важко відбилося на економіці країни. В умовах поглиблення економічної кризи в СРСР на початку 1990-х років М. С. Горбачов був змушений звернутися до фінансової допомоги країн Західної Європи та США. Активізувалися державні зв'язки Радянського Союзу і країн Європейської економічної спільноти, а СРСР був прийнятий в Міжнародний валютний фонд.

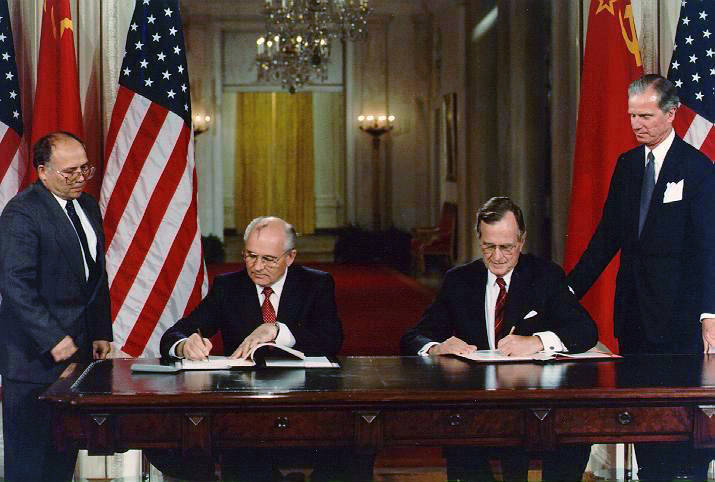
Михайло Горбачов і Джордж Буш-старший

1 липня 1991 глави делегацій Болгарії, Угорщини, Польщі, Румунії, Чехословаччини і Радянського Союзу підписали у Празі протокол про припинення дії Договору про дружбу, співпрацю і взаємну допомогу від 14 травня 1955. Таким чином була розпущена Організація Варшавського договору (ОВД).
Найзначнішим документом цього періоду став Договір про обмеження стратегічних наступальних озброєнь (СНО-1), підписаний представниками США і СРСР 30-31 липня 1990 року в Москві. Відповідно до цього договору, сторони повинні були протягом 7 років скоротити свої ядерні арсенали таким чином, щоб у кожної сторони залишилося не більше 6 тисяч одиниць.

### Розпад СРСР

#### Загострення міжнаціональних відносин
У середині 1980-х р. до складу СРСР входило 15 союзних республік: Українська, Азербайджанська, Білоруська, Вірменська, Грузинська, Естонська, Казахська, Киргизька, Латвійська, Литовська, Молдавська, РРФСР, Таджицька, Туркменська та Узбецька. На його території проживало понад 270 млн осіб — представників понад 140 національностей. З початком Перебудови стали відбуватися зміни у відносинах між республіками. Давали про себе знати протиріччя, закладені ще за утворення СРСР. Союзні республіки не мали реальної рівності в рамках Радянського Союзу і державного суверенітету, а гласність «висвітлила» ретельно приховувані сторінки національних відносин.
1986 рік став роком перших за радянських часів зіткнень на національному ґрунті. 17-19 грудня 1986 в Алма-Аті (Казахстан) пройшли масові демонстрації та мітинги проти русифікації. Їх причиною послужило призначення на пост першого секретаря ЦК КП Казахстану Г. Колбіна, росіянина за національністю. Для відновлення порядку були введені війська. Близько тисячі людей були поранені, двоє убиті.
Хвиля суспільного невдоволення прокотилася в республіках Прибалтики, в Україні, в Білорусі. У серпні 1987 року у зв'язку з річницею укладення Радянсько-німецького пакту про ненапад 1939 року тут пройшли мітинги протесту і демонстрації з вимогою публікації документів про депортацію населення з прибалтійських держав та із західних районів України та Білорусі в період колективізації.
Іншою «гарячою точкою» в національних відносинах стала Нагірно-Карабаська автономна область Азербайджану — територія, населена переважно вірменами. У жовтні 1987 року вірмени, що жили в Карабаху, зажадали возз'єднання з Вірменією. 20 лютого 1988 сесія обласної Ради звернулася до Верховної Ради Азербайджанської РСР з проханням передати область до складу Вірменії, але отримала відмову. У Нагірному Карабасі відбулися озброєні зіткнення між вірменами та азербайджанцями. Центральна влада не змогла знайти політичного компромісу. Дві республіки фактично опинились у стані війни між собою.
Трагічно закінчилися події 9 квітня 1989 року в Тбілісі. Організована в місті демонстрація з вимогою виходу Грузії зі складу СРСР була розігнана військами, проти демонстрантів застосовувалися сльозогінні гази і саперні лопатки. У червні 1989 року відбулися зіткнення узбеків з турками-месхетинцями. Послаблене союзне керівництво нічого не могло зробити з лавиноподібним зростанням міжнаціональних суперечностей.

#### Суверенізація республік СРСР
Прагненню республік відокремитися від СРСР сприяли економічна криза, що паралізувала народне господарство всіх республік, і розпад економічних зв'язків. Союзні республіки звинувачували центр у «викачуванні коштів» з регіонів, закликали спочатку до економічного суверенітету, а потім до державної незалежності. У 1988–1989 роках були створені народні фронти в більшості союзних республік.
У листопаді 1988 р. Верховна Рада Естонської РСР прийняла зміни і доповнення до Конституції республіки, які закріплювали верховенство республіканських законів над загальносоюзними. Також була прийнята Декларація про суверенітет Естонії. У тому ж місяці Верховна Рада Литовської РСР прийняла доповнення до Конституції про надання литовській мові статусу державної. У самій Литві виник рух «Саюдіс», що виступив за відділення від СРСР і створення незалежної Литовської держави. У травні 1989 року аналогічний закон і Декларація про державний суверенітет приймається в Латвії. Наприкінці 1989 р. Закон про суверенітет прийняв Азербайджан. У 1990 році практично в усіх союзних республіках були прийняті декларації про суверенітет, якими проголошувався збільшений ступінь суверенності в порівнянні з тим, що випливав з чинного в СРСР законодавства. Україна прийняла таку декларацію 16 липня 1990 року. Окремі республіки заявили про прагнення придбати повну незалежність у найближчому майбутньому. Найбільш інтенсивно цей процес відбувався у республіках Прибалтики (Литва, Латвія, Естонія), дещо пізніше у Вірменії та Грузії), а також у Молдавії. При цьому Литва на певному етапі проголосила повну незалежність від СРСР. Центральне радянське керівництво визнало цей акт незаконним і недійсним, але Литва не визнавала цієї думки, посилаючися на те, що Конституція СРСР гарантує союзним республікам право на відокремлення. Пізніше було прийнято закон СРСР, який регламентував процес можливого відокремлення республіки, але він так і не набув практичного значення; республіки поступово звикали не зважати на союзне законодавство.
12 червня 1990 Декларацію про суверенітет прийняла і Російська Радянська Федеративна Соціалістична Республіка (РРФСР), попри те, що вона по суті була метрополією відносно інших республік; це свідчило про суперечності між союзним керівництвом і керівництвом власне Росії. Надзвичайна сесія Верховної Ради РРФСР у березні — квітні 1991 року ухвалила рішення про введення поста президента РСФСР і проведення президентських виборів в червні 1991 р. 12 червня 1991 року, рівно через рік після оголошення незалежності, пройшли перші всенародні вибори президента Росії, на яких упевнену перемогу отримав Б. М. Єльцин.
Питання про державний суверенітет починають піднімати навіть автономії у складі союзних республік. Особливо яскраво це виявилося в РРФСР. Під час своєї поїздки Росією в серпні 1990 р. Б. М. Єльцин закликав лідерів автономій брати суверенітету стільки, скільки вони зможуть «проковтнути». В результаті деякі автономії (Татарстан, Башкирія, Якутія) проголосили суверенітет.
Описані вище події увійшли в історію як «парад суверенітетів». Виникла небезпека розпаду СРСР, тому виникла потреба укладення нового союзного договору.

#### «Новоогарьовський процес»
17 березня 1991 було проведено всесоюзний референдум з питання про збереження СРСР, питання якого звучало так: «Чи вважаєте Ви за необхідне збереження Союзу Радянських Соціалістичних Республік як оновленої федерації рівноправних суверенних республік, у якій будуть повною мірою гарантуватися права і свободи людини будь-якої національності». Взяли участь у голосуванні 148,6 млн чол. (80 % тих, що мали право голосу); з них за збереження Союзу висловилися 113,5 млн чол. (76,4 %).
Після проведення референдуму почалась інтенсивна розробка проєкту нового Союзного договору, який мав замінити договір 1922 року. 23 квітня 1991 в Ново-Огарьово (заміська резиденція М. С. Горбачова) відбулася зустріч керівників 9 союзних республік і М. С. Горбачова. Не брали участі в переговорах керівники прибалтійських республік, Грузії, Вірменії та Молдови. Тут було досягнуто принципової згоди на розробку такого договору, але виявилися суттєві розбіжності про співвідношення повноважень між республіками та центром. Подальша робота над текстом Союзного договору отримала назву «Ново-Огарьовський процес». У червні проєкт був готовий, а в серпні він був опублікований у пресі. Згідно з цим проєктом, союзні республіки ставали самостійними суб'єктами міжнародного права, їх повноваження були суттєво розширені, вони могли вільно входити і виходити зі складу СРСР, а центр перетворювався з керуючого в координуючий. Реально в руках союзного керівництва залишалися лише питання оборони, фінансової політики, внутрішніх справ, частково — податкової і соціальної політики. Нова назва об'єднання держав звучала як Союз Радянських Суверенних Республік. Підписання договору було призначено на 20 серпня.

#### Серпневий путч (19-22 серпня 1991)
Щоб зірвати підписання цього договору і зберегти свої владні повноваження, частина вищого партійно-державного керівництва СРСР спробувала захопити владу. 19 серпня вони оголосили, що М. С. Горбачов, який перебував на відпочинку в Форосі, нібито не може виконувати обов'язки Президента СРСР «за станом здоров'я» і тому його повноваження переходять до віцепрезидента Г. І. Янаєва. В окремих місцях країни було введено надзвичайний стан. На вулиці Москви та деяких інших великих міст були введені війська, включаючи танки. Майже всі центральні газети (за винятком «Правди», «Известий», «Праці» та деяких інших) були заборонені. Припинили роботу всі канали Центрального телебачення, за винятком 1-ї програми та майже всі радіостанції. Діяльність усіх партій, крім КПРС, була припинена. Навколо будівлі Верховної Ради РРФСР («Білого дому») були сконцентровані війська, які повинні були зайняти будинок, розігнати парламент і заарештувати найактивніших його учасників.
Очолив переворот Державний комітет з надзвичайного стану (ДКНС) (російською: ГКЧП) в такому складі:
- Геннадій Янаєв (в. о. Президента СРСР)
- Дмитро Язов (міністр оборони СРСР)
- Володимир Крючков (голова КДБ СРСР)
- Валентин Павлов (прем'єр-міністр СРСР)
- Борис Пуго (міністр внутрішніх справ СРСР)
- Олег Бакланов (секретар ЦК КПРС, перший заступник голови Ради Оборони)
- Василь Стародубцев (голова Селянської спілки СРСР)
- Олександр Тізяков (президент Асоціації держпідприємств)

Головне завдання перевороту ДКНС бачив у відновленні в СРСР порядків, які існували до 1985 року, тобто в ліквідації багатопартійності, комерційних структур і знищенні паростків демократії.
Проте переворот не вдався. Населення Москви в основному відмовилося підтримати ДКНС, армія ж не захотіла застосовувати силу проти громадян своєї держави. Б. М. Єльцин оголосив себе виконувачем обов'язки Президента СРСР, на противагу Янаєва. Вже 20 серпня навколо «Білого дому» виросли барикади, на яких знаходилося декілька десятків тисяч осіб, частина військових підрозділів перейшла на бік противників ДКНС. 22 серпня путч зазнав поразки, а члени ДКНС були заарештовані. М. С. Горбачов повернувся з Форосу (де його тримали під арештом за вказівкою ДКНС) і відновив свою владу.

#### Остаточний розпад СРСР
Після поразки путчу розпад СРСР прийняв неконтрольованого характеру. Політичні лідери багатьох республік заявляють про відділення від СРСР (до 16 грудня це зробили всі союзні республіки). У вересні 1991 колишнього Радянського Союзу вже фактично не існувало. Латвія, Литва та Естонія стали повністю незалежними державами, їх офіційно визнала влада СРСР. Грузія, Вірменія, Україна і Молдова також прагнули проводити повністю незалежний курс.
Вихід республік зі складу СРСР:
- Литва — 11 березня 1990
- Латвія — 4 травня 1990
- Грузія — 9 квітня 1991
- Естонія — 20 серпня 1991
- Україна — 24 серпня 1991
- Молдова — 27 серпня 1991
- Азербайджан — 30 серпня 1991
- Киргизстан — 31 серпня 1991
- Узбекистан — 31 серпня 1991
- Таджикистан — 9 вересня 1991
- Вірменія — 21 вересня 1991
- Туркменістан — 27 жовтня 1991
- Білорусь — 10 грудня 1991
- Росія — 12 грудня 1991
- Казахстан — 16 грудня 1991

Вищими органами влади в суверенних республіках стали республіканські Верховні Ради, реальна влада все більше почала концентруватися в руках республіканських президентів. Прискорило ліквідацію СРСР і погіршення економічного становища. Республіки втомилися від нерішучості центру і вважали, що краще вибиратися з кризи поодинці. Спроби президента М. С. Горбачова зберегти об'єднання радянських республік у якій-небудь державній формі виявилися безрезультатними.
Розпад СРСР завершили Біловезькі угоди. 8 грудня 1991 керівники трьох республік — Росії, України та Білорусі, що були державами — засновниками СРСР, оголосили, що Союз РСР як «суб'єкт міжнародного права і геополітична реальність припиняє своє існування». Згодом було погоджено спільну заяву про утворення Співдружності Незалежних Держав (СНД), щоб дати змогу приєднатися до неї іншим республікам. 21 грудня 1991 на зустрічі в Алма-Аті глави 11 колишніх республік СРСР підписали Декларацію у підтримку Біловезьких угод і заявили про створення Співдружності Незалежних Держав з координуючими функціями і без будь-яких спільних законодавчих, виконавчих чи судових органів. Від участі в СНД ухилилися республіки Прибалтики, а також Грузія (яка увійшла туди пізніше, але згодом знову вийшла). У зв'язку з припиненням існування СРСР, 25 грудня 1991 о 19 годині Президент СРСР М. С. Горбачов виступив на телебаченні, заявивши про складання своїх повноважень «з принципових міркувань». Радянський союз остаточно припинив своє існування 26 грудня 1991, коли саморозпустилася Рада Республік Верховної Ради СРСР — останній союзний орган.